# Provincia de Río Negro
Río Negro (en el texto de la Constitución provincial: Provincia de Río Negro o Provincia del Río Negro) es una de las veintitrés provincias que componen la República Argentina y uno de los veinticuatro estados autogobernados o jurisdicciones de primer orden que conforman el país, y que a su vez son distritos electorales legislativos nacionales. Su capital es Viedma y su ciudad más poblada, San Carlos de Bariloche. Está ubicada al norte de la Patagonia, limitando al norte con la provincia de La Pampa, al este con la de Buenos Aires y el Mar Argentino, al sur con Chubut y al Oeste con la República de Chile y la provincia de Neuquén.
Con 203 013 km² es la cuarta provincia más extensa —por detrás de las provincias de Buenos Aires, Santa Cruz y Chubut. Por su población, es la provincia más poblada de la Patagonia argentina. Con su 3,7 hab/km² es la cuarta más densamente poblada, por delante de Chubut, La Pampa y Santa Cruz, que es la menos densamente poblada.
Sus símbolos oficiales son el Himno a Río Negro, el escudo de Río Negro y la bandera de la provincia del Río Negro.

## Geografía física
La provincia de Río Negro está ubicada al norte de la Patagonia; la que, a su vez, es la región sur del país. 

### Límites
La provincia heredó los límites del Territorio Nacional de Río Negro. Los límites de la provincia son:
- Norte: con la provincia de La Pampa. El límite queda definido por el río Colorado.
- Este: 
  - con la provincia de Buenos Aires (partido de Patagones). La mayor parte del límite queda definido por el meridiano V de Buenos Aires efectuado por el Ing. Pirovano en 1881. La otra parte del límite es el tramo del río Negro cercano a su desembocadura. El límite quedó definido por un convenio ente ambas provincias realizado el 27 de noviembre de 1968.[10]y por ley nacional del año siguiente.[11] El meridiano V se ubica aproximadamente entre las longitudes 63°22′ y 63°23′. [12]
  - Con el golfo San Matías en el mar Argentino (océano Atlántico)
- Sur: con la provincia de Chubut. El límite queda definido por el paralelo 42° Sur. Establecido por un convenio entre las dos provincias aprobado por ley Provincial B n.º 559.[13]
- Oeste:
  - con la República de Chile (región de Los Lagos). El límite queda definido por una línea de altas cumbres en la cordillera de los Andes.
  - con la provincia de Neuquén. El límite queda definido de norte a sur por el meridiano X de Buenos Aires, el río Neuquén (en su tramo cercano a la confluencia) el río Limay y el lago Nahuel Huapi (cuero principal y brazo Blest) y arroyo Blest. Fue definida por ley nacional en 1969.[14]El meridiano X se ubica aproximadamente entre las longitudes 68°14′ y 68°22′. [12]

Los límites de las provincias de La Pampa, Río Negro, Mendoza y Neuquén, se encuentran en un cuatrifinio.

#### Cuestiones limítrofes
Las provincias de Río Negro y del Neuquén mantienen diferencias limítrofes. En 1883 se fijó la línea limítrofe entre los dos entonces territorios nacionales como prolongación de la línea que divide a la provincia de La Pampa y la de Mendoza, llamada Meridiano X Oeste de Buenos Aires (68°15′ O). Debido a la mejora de los medios de medición, para 1966 Río Negro sostuvo que la línea debería correrse unos 12 kilómetros al oeste de la fijada en 1883 y reclamó una franja de terreno de unas 193 000 ha con 110 km lineales. Neuquén rechazó el reclamo rionegrino aduciendo que no se podía ir modificando el límite cada vez que apareciera un nuevo adelanto para medir la ubicación del meridiano. El 24 de diciembre de 1969 el gobierno del general Juan Carlos Onganía le dio la razón a Neuquén mediante el decreto—ley N.º 18 501, decreto que fue rechazado por Río Negro al ser dictado por un gobierno de facto. La zona en disputa incluye las localidades de Octavio Pico y San Patricio del Chañar.
Ambas provincias también disputan la isla de Manzano, que está ubicada en la margen izquierda del río Neuquén, a pocos metros del casco urbano de Barda del Medio (localidad rionegrina) y frente a Vista Alegre (localidad neuquina). Debido a que el brazo de río que separa la isla del territorio rionegrino se secó, esta perdió su condición de isla y es ahora reclamada por Río Negro.
Diversas islas del río Limay también se encuentran en disputa entre Neuquén y Río Negro, entre ellas la isla Gobernación unida hoy a la también disputada isla Chica.
En el lago Nahuel Huapi ambas provincias sostienen una línea limítrofe divergente, el límite que corre desde el río Limay hasta Puerto Blest es objetado por Río Negro, que sostiene que debe pasar por el brazo Machete, lo que dejaría a la isla Nahuel Huapi, isla del Nahuel, u oficialmente llamada isla Victoria, en territorio rionegrino.
La Provincia de Río Negro expresa en el artículo N.º 8 de su constitución sancionada en 1988 el rechazo a la ley de facto N.º 18501, incluyendo el reclamo de la isla Victoria.

Artículo 8.-El gobierno provincial reivindicará, dentro de los dos años de la sanción de esta Constitución, los límites fijados en la misma, los que son la base de los acuerdos interprovinciales y de la interposición de las acciones. Merecen especial consideración la reivindicación, deslinde y amojonamiento de los territorios afectados por la errónea traza del meridiano diez grados oeste de Buenos Aires, el paralelo cuarenta y dos grados de latitud sur, el dominio sobre el lago Nahuel Huapi, isla Victoria e islas sobre los cursos de los ríos Colorado, Neuquén y Limay. La Provincia desconoce expresamente la existencia de la denominada ley de facto N.º 18 501.

El texto constitucional hace referencia a una diferencia en la traza del límite con Chubut en el Paralelo 42 Sur. Río Negro sostiene que el paralelo se encuentra entre setecientos y mil metros más al sur del límite actual, fijado por la ley N.º 14 408.

### Relieve

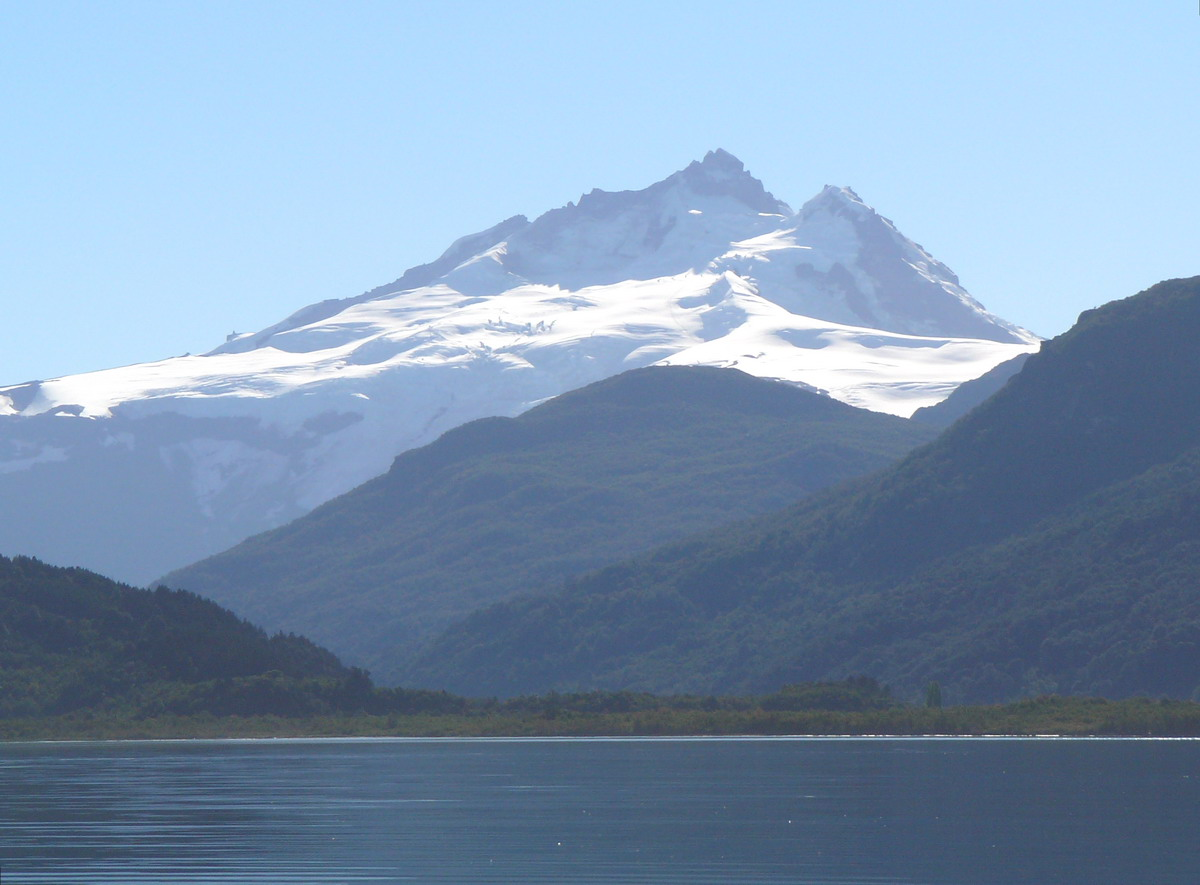
El Cerro Tronador.

El relieve continental de Río Negro, como toda la región patagónica, presenta tres grandes ambientes: el andino o cordillerano al oeste, el extrandino de mesetas y planicies en el centro-este y el litoral marítimo en una angosta faja costera.
El ambiente cordillerano, con predominio del relieve montañoso, incluye un tramo de los Andes Patagónicos y una sección antecordillerana. El punto más alto de la provincia es el cerro Tronador (3478 m s. n. m.) ubicado en el límite internacional. Otros cerros importantes son el Catedral (2388 m s. n. m.) famoso por sus pistas de esquí y, más cerca del límite con Chubut, el Piltriquitron (2260 m s. n. m.).  
En el ambiente de mesetas y planicies el elemento característico son las grandes formas tabulares, cuya altitud, más elevada en las cercanías del sector cordillerano, desciende gradualmente hacia el litoral Atlántico. Ocupa casi el 80% del territorio provincial.

### Clima y vegetación

Mapa climático de la provincia de Río Negro según Köppen.

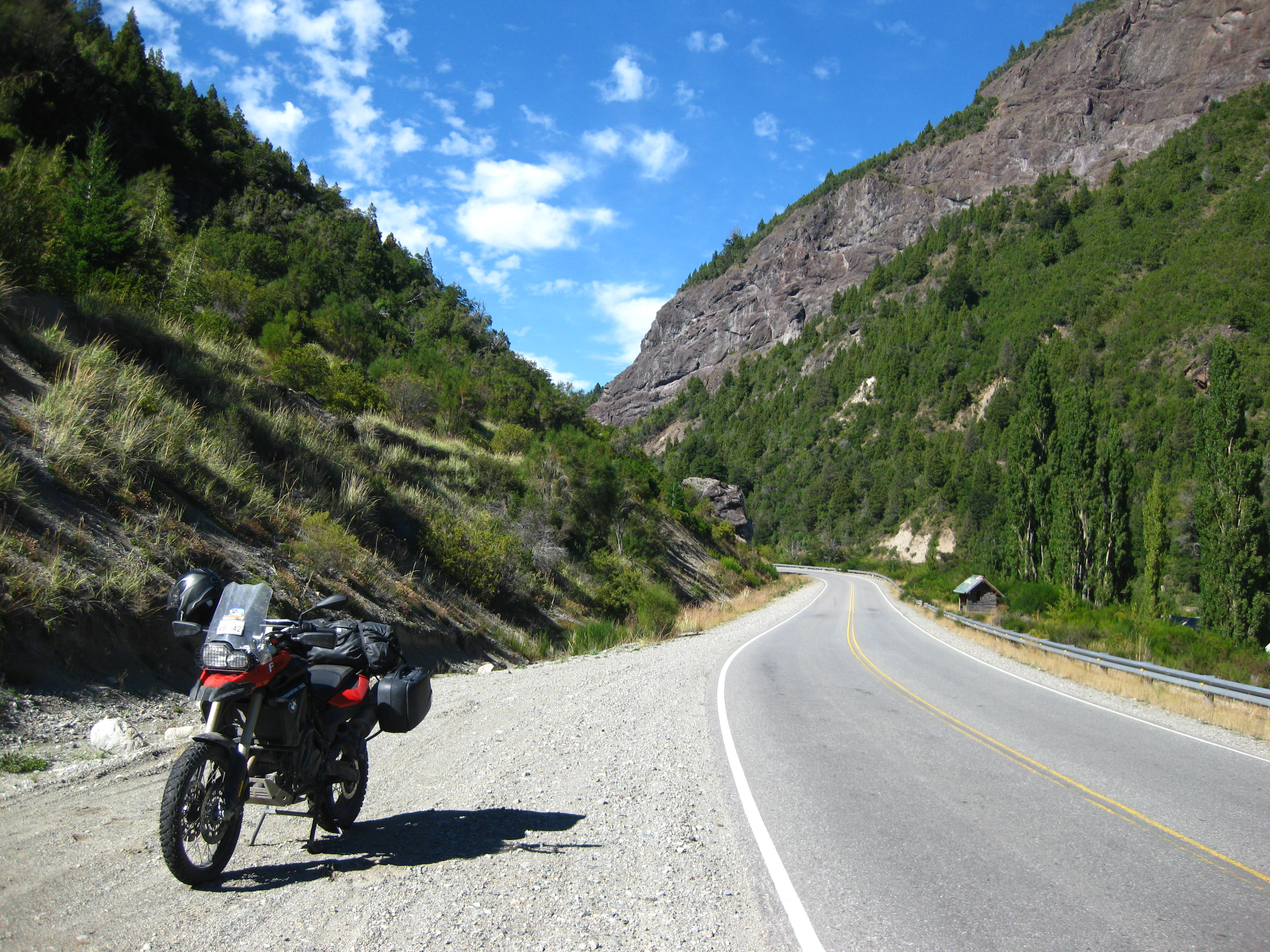
Ruta al norte de El Bolsón.

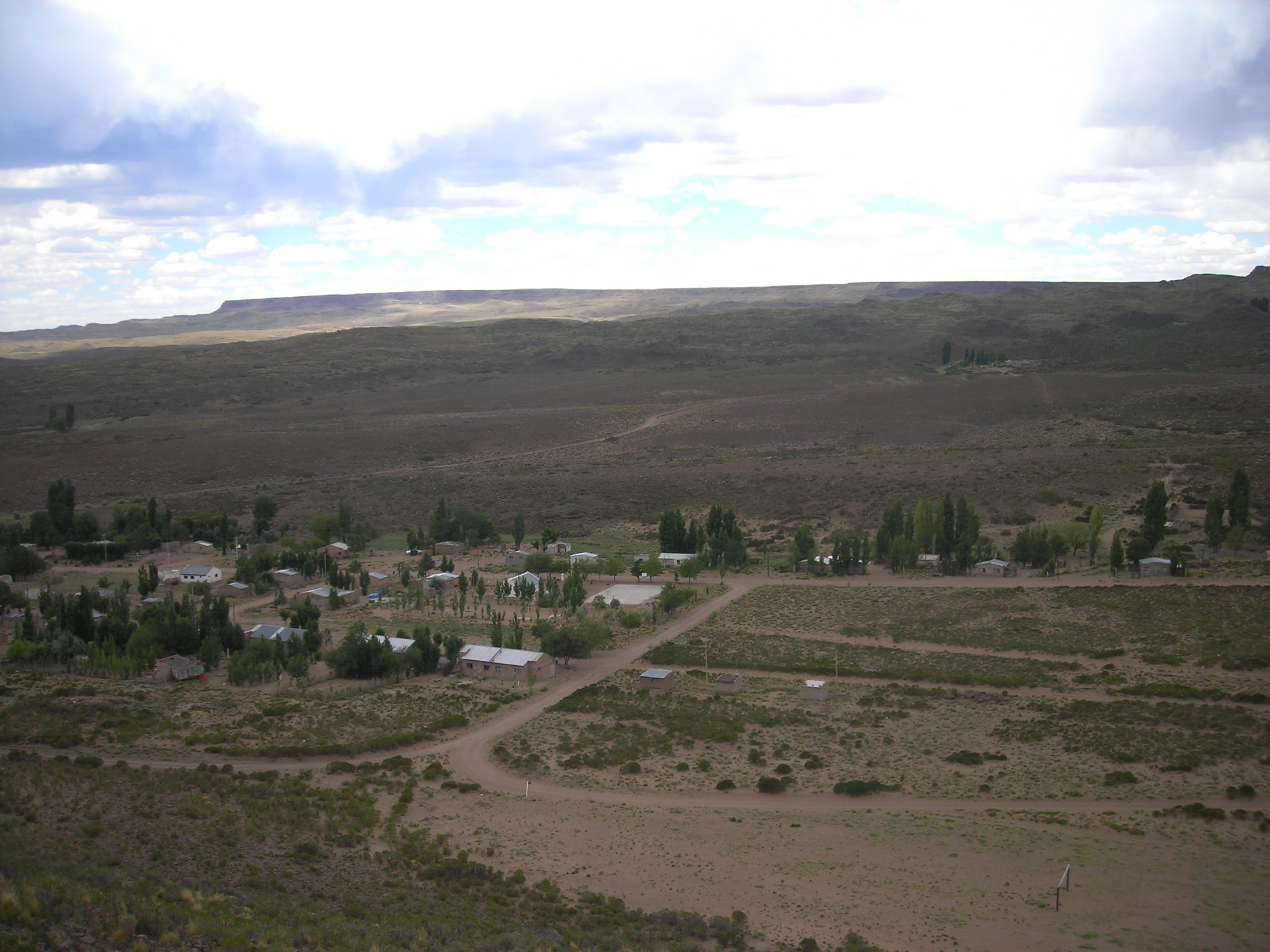
Foto de Prahuaniyeu, una localidad en pleno Desierto patagónico.

Debido a su ubicación geográfica y a su extensión este-oeste, Río Negro es una de las provincias argentinas con mayor diversidad geográfica.
La mayor parte del territorio presenta clima frío seco.   En la cordillera tiene precipitaciones de 2000 a 3500 mm anuales y en el resto de 600 a 660 mm. El invierno es riguroso, y el verano presenta altas temperaturas, las cuales pueden variar de –25 °C (Maquinchao) hasta poco más de 45 °C (Choele Choel). Predominan los vientos secos del oeste y sudoeste.
En la zona de la cordillera prevalece el bosque frío, llamado bosque andino patagónico, con abundancia de coihues , cipreses y maitenes. En las regiones más húmedas predomina la selva valdiviana, que se diferencia del anterior en la presencia de helechos, musgos, enredaderas y epífitas.
En las mesetas, en cambio, la vegetación predominante son los arbustos y pastos duros y bajos o tusacs. En invierno las nevadas son comunes en toda la región siendo mayores cerca de la Cordillera de los Andes.

#### Pasillo de los tornados
Parte del norte y noreste de la provincia, está ubicada en el Pasillo de los Tornados, una zona donde los tornados y las tormentas severas son frecuentes en el verano. Recientemente en los últimos años se le dio importancia a esta zona por el incremento de estos fenómenos extremos, donde causan mucho pánico entre la población cuando son avistados. La mayoría de los registros sobre estos fenómenos son de tormentas severas o de Microrráfagas que son vientos muy fuertes que descienden en un área muy localizada causando innumerables destrozos. Las tormentas de granizo también son un factor muy visto en la zona del valle medio. 

##### Registros de tornados
- El viernes 5 de noviembre de 1993, un tornado de categoría F1 impactó la zona de Allen en el Alto Valle del Río Negro causando la pérdida total de las plantaciones de fruta por el enorme granizo de 10 cm que cayó. El tornado pasó por las chacras dañando los álamos, dejándolos sin follaje y partidos a la mitad. No hubo que lamentar víctimas ya que fue en las afueras de la ciudad, el fenómeno fue en el mismo año que se dio la extrema y extensa Oleada de tornados de Buenos Aires de 1993 donde se produjeron más de 300 tornados en una noche.[22]

- El domingo 4 de marzo de 2012, un tornado F1 golpeó el pequeño poblado de Cardenal Cagliero en el extremo sur de la Provincia de Buenos Aires. El evento causó la destrucción de una ferretería, voló muchos árboles y dañó severamente la subdelegación local. Anteriormente, el evento golpeó parte de la conurbación Viedma - Carmen de Patagones dañando muchos árboles y volando algunos postes de luz. Por fortuna, no se lamentaron víctimas fatales en ninguna de las poblaciones.[23]

- En la tarde del 7 de noviembre de 2013, un tornado de categoría F1 impactó la zona de chacras y el Barrio Unión en la ciudad de Río Colorado causando voladura de árboles, de asilos y de galpones. No hubo que lamentar víctimas fatales.[24]

- En medio de una situación de tiempo severo, la ciudad de General Conesa sufrió el embate de un enorme tornado que hasta el momento no se ha catalogado. Produjo daños en el poblado pero no hubo heridos ni muertos. El tornado ocurrido el 21 de enero de este 2016.[25][26]

### Áreas naturales protegidas

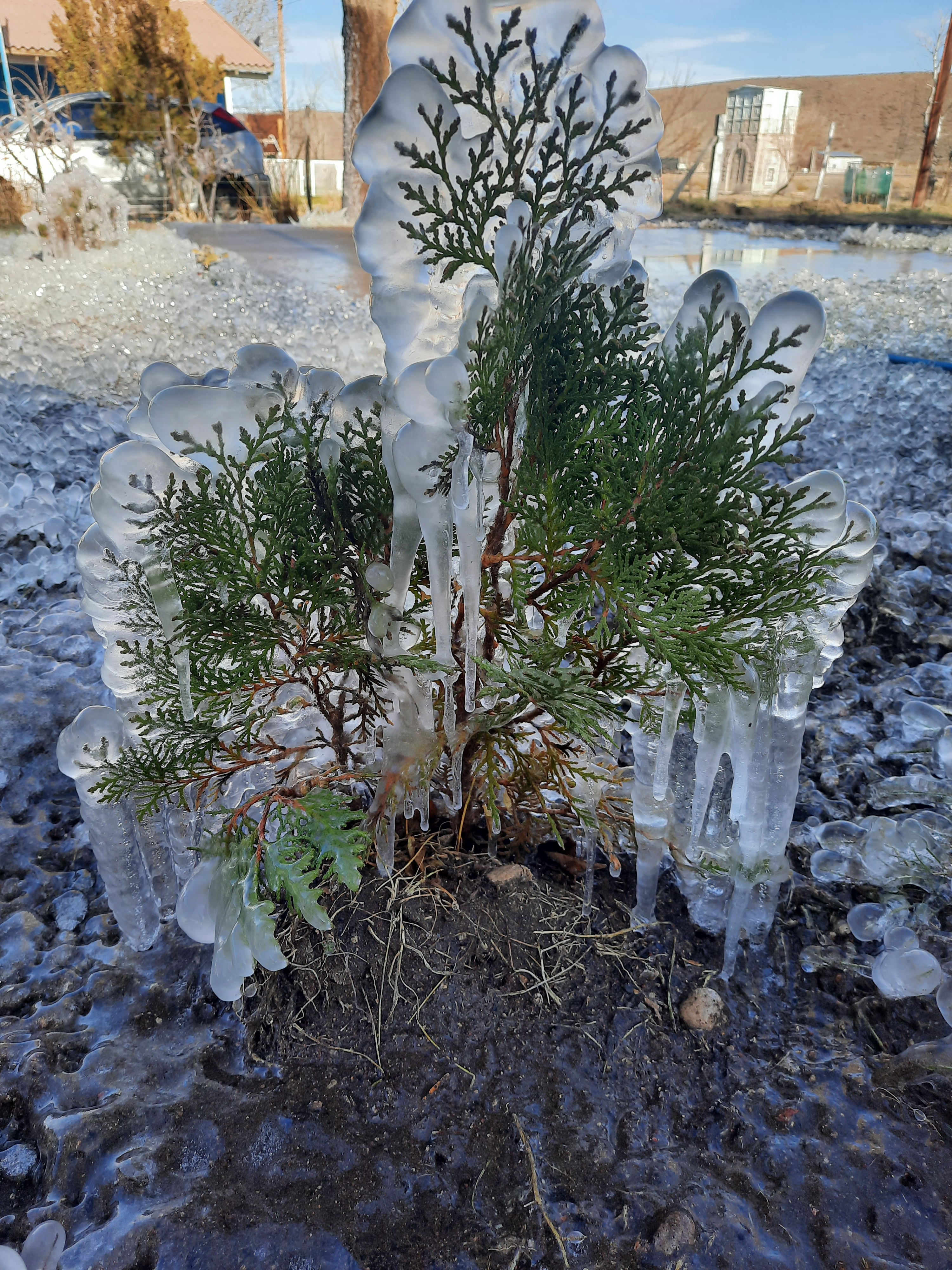
En la Línea Sur de Río Negro, las bajas temperaturas en invierno, llegan a 20° bajo cero aproximadamente.

El Sistema Provincial de Áreas Naturales Protegidas de la provincia gestiona y administra una serie de áreas distribuidas en todo su territorio, de diferentes dimensiones y con distintos grados de control. Entre ellas:
- Área natural protegida Punta Bermeja
- Área natural protegida Complejo Islote Lobos
- Reserva Caleta de Los Loros
- Área natural protegida Bahía de San Antonio
- Área natural protegida Puerto Lobos
- Área natural protegida Meseta de Somuncurá
- Área natural protegida Río Azul-Lago Escondido
- Paisaje protegido Río Limay
- Área protegida Valle Cretácico
- Parque provincial Parque Azul
- Parque Laguna Carri Laufquen
- Área natural protegida Cipresal de las Guaitecas.

Además de estas áreas naturales, la provincia contiene una parte importante del
- Parque nacional Nahuel Huapi gestionado por la Administración de Parques Nacionales.

### Recursos hídricos

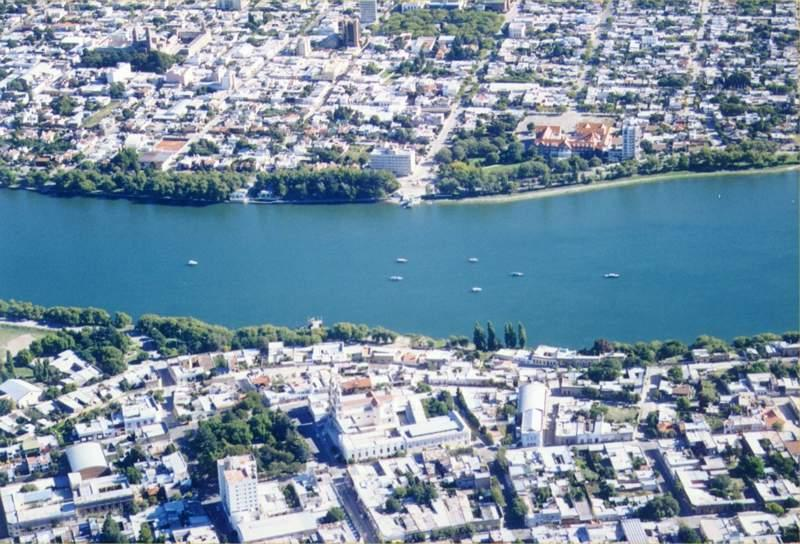
El discurrir del Río Negro entre las ciudades de Viedma (Río Negro) y Carmen de Patagones (Buenos Aires).

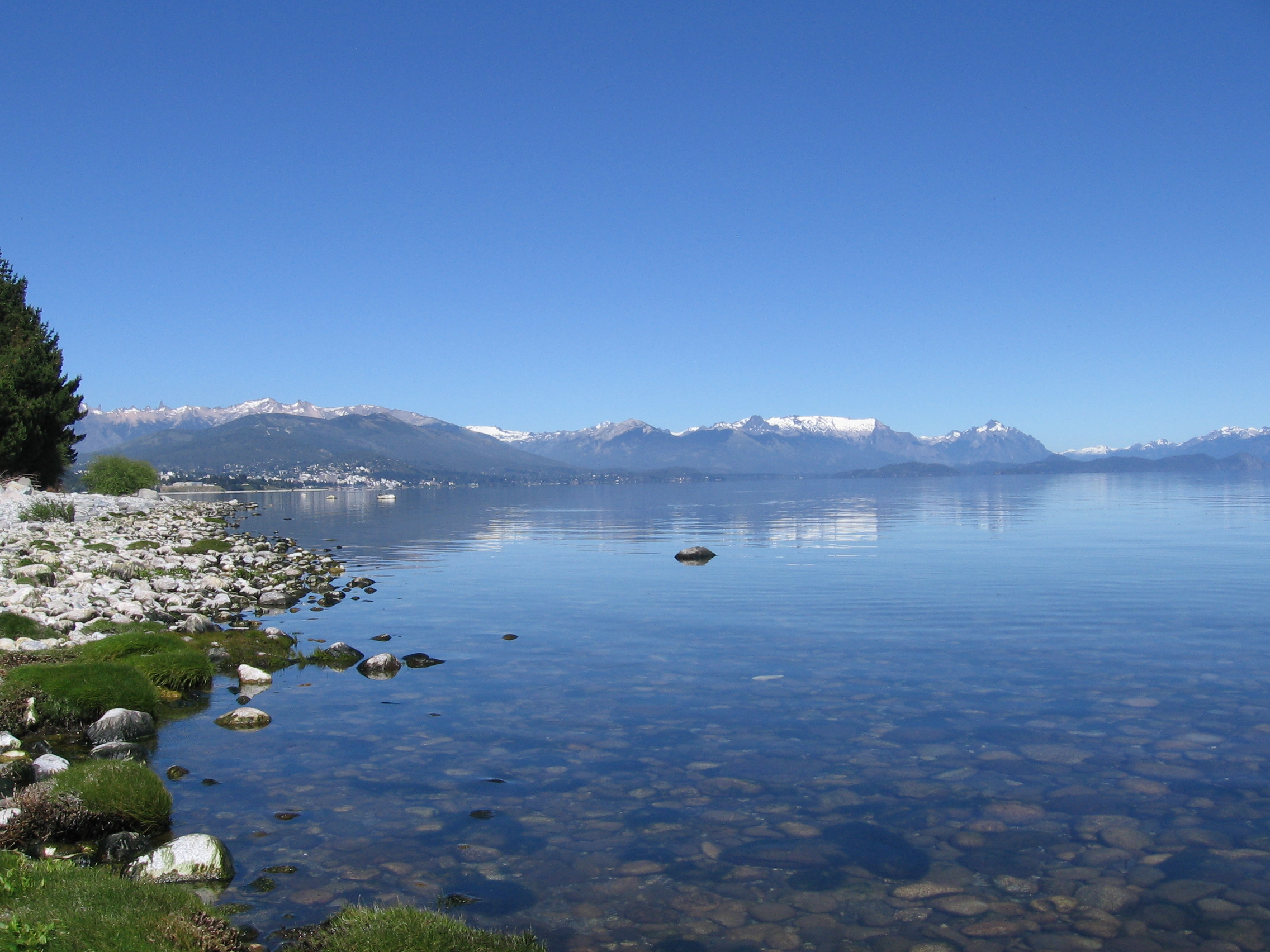
Vista del lago Nahuel Huapi.

Los ríos pueden tener pendiente hacia el Océano Atlántico, como por ejemplo, el Río Colorado (148 m³/s), o hacia el Océano Pacífico, como el Río Manso. Estos ríos presentan crecientes que se originan en los deshielos y lluvias de otoño. El Río Colorado presenta su mayor caudal en primavera. Existen lagos al oeste de la provincia, como el Lago Nahuel Huapi, el Mascardi y el Steffen. Además posee varias centrales hidroeléctricas sobre el Río Limay.

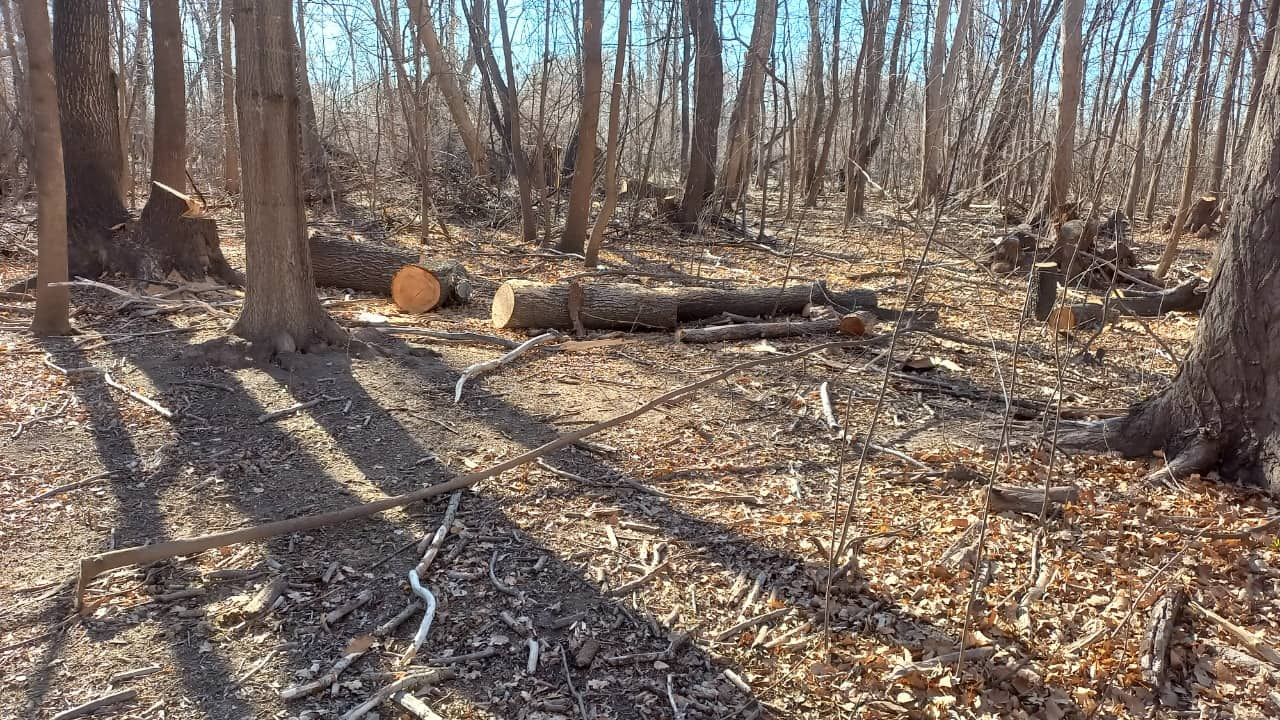
Tala indicriminada y desforestacion de la ribera del Alto Valle del Río Negro

El río más importante de la provincia es el Río Negro (1.014 m³/s), también conocido como Currú Leuvú, bautizado así por los indígenas originarios. Es el más grande de la Patagonia Argentina y uno de los cinco más caudalosos del país. Su desembocadura se encuentra sobre el Océano Atlántico a solo 30 km de Viedma, la capital provincial, lo que produce un régimen de mareas con diversas características en ambos márgenes del río, del lado de la provincia de  Río Negro se caracteriza por playas anchas y menos desarrolladas del lado de  la provincia de Buenos Aires,  brindando a los que disfrutan en temporada de verano de exóticos balnearios y sectores de pesca con redes. 

### Regiones
Se encuentra situada dentro de la región geográfica denominada Patagonia, presentando dos áreas diferentes:
1. Al oeste, la Cordillera de los Andes, y una sucesión de mesetas escalonadas hacia el Mar Argentino, con presencia de valles.
2. Al centro, presencia de cañadones o antiguos cauces fluviales, bajos y depresiones.

## Historia

### Prehistoria y pueblos indígenas
En la provincia se ubica el sitio arqueológico El Trébol (Bariloche), un abrigo rocoso tipo cueva con arte rupestre y restos de megafauna con marcas de consumo humano, que aportó evidencia de presencia humana datada en 10 500 años AP durante el Holoceno temprano. Esto da cuenta de que al menos desde ese momento el territorio estaba poblado por humanos (probablemente los primeros pobladores sean previos pero no se preservó la evidencia material). 
Inmediatamente antes de la llegada de los españoles este territorio estaba habitado por diferentes pueblos que llegarían a ser conocidos colectivamente como "puelches" ("orientales" en mapudungún) o como «patagones», y que posteriormente fueron englobadas dentro del «complejo tehuelche». En la zona andina habitaban puelches, poyas y un grupo nómade lacustre que los españoles denominaron "pegüenches" y podría haber estado relacionado con los denominados "pehuenches antiguos".

### Época colonial
Se entiende que Hernando de Magallanes fue el primer europeo en recorrer sus costas, en 1520. En 1670, el padre Nicolás Mascardi estableció la Misión del Nahuel Huapi a orillas de ese lago. Posteriormente hubo otros emprendimientos religiosos. En 1779 Francisco de Viedma y Narváez fundó Mercedes de Patagones uno de los Establecimientos Patagónicos directamente gobernados por el Virreinato del Río de la Plata creado menos de un año antes.

### Conformación y organización del estado argentino
Luego de la Revolución de Mayo se intentó una expedición para expandir las fronteras hasta los ríos Diamante, Colorado y Negro en 1815. La siguiente incursión en este territorio fue durante la Campaña del Desierto, comandada por Julio Argentino Roca.
La Ley N.º 28 del 17 de octubre de 1862 dispuso que todos los territorios nacionales existentes fuera de los límites o de la posesión de las provincias sean nacionales; hasta entonces las provincias de Buenos Aires y de Mendoza mantenían pretensiones sobre los territorios patagónicos.
La ley N.º 215 del 13 de agosto de 1867 dispuso en su artículo primero: «Se ocupará por fuerzas del Ejército de la República la ribera del Río Neuquén, desde su nacimiento en los Andes hasta su confluencia en el Río Negro en el Océano Atlántico estableciendo la línea en la margen septentrional del expresado río de Cordillera a mar». Esta ley corrió los límites de la nación hasta el río Negro, dejó fuera de la administración nacional a la Patagonia meridional y central.
Por la ley N.º 947 del 5 de octubre de 1878, los límites de las tierras nacionales situadas al exterior de las fronteras de las provincias de Buenos Aires, Santa Fe, Córdoba, San Luis y Mendoza, son establecidos en el Río Negro, desde su desembocadura en el Océano Atlántico remontando su corriente hasta encontrar el grado 5° de longitud occidental del meridiano de Buenos Aires, por este hacia el norte, hasta su intersección con el paralelo 35° de latitud sur, por este paralelo hasta el meridiano 10° de longitud occidental de Buenos Aires, por este meridiano hacia el sur hasta la margen izquierda del Río Colorado y desde allí remontando la corriente de este río hasta sus nacientes y continuando por el Río Barrancas hasta la cordillera de los Andes. Quedando establecido el límite norte de la Patagonia con las demás provincias.
La Gobernación de la Patagonia fue creada por la ley N.º 954, del 11 de octubre de 1878. Su territorio se extendía desde el límite fijado por la ley N.º 947 hasta el cabo de Hornos. Su capital fue Mercedes de Patagones (hoy Viedma), el 21 de octubre fue designado su primer Gobernador, el coronel Álvaro Barros, quien procedió a la inauguración oficial de la Gobernación el 2 de febrero de 1879.
En 1881 se firmó el tratado de límites entre la Argentina y Chile que aseguró definitivamente la posesión argentina de los territorios de la Patagonia Oriental.
La Gobernación de la Patagonia fue luego dividida por la ley N.º 1265 del 24 de octubre de 1882, creándose La Gobernación de La Pampa, siendo el límite entre ambas los cursos de los ríos Agrio, Neuquén y Negro, quedando el actual territorio rionegrino dividido entre las dos gobernaciones.

### Territorio Nacional del Río Negro
Los proyectos de provincialización de los Territorios Nacionales - 1884- que comenzaron a enviarse al Congreso desde la década de 1910, quedaron sometidos al veredicto de las provincias fundadoras que entonces integraban la base del Estado nacional.Por la ley N.º 1532 del 16 de octubre de 1884, se crearon los Territorios Nacionales dividiendo las Gobernaciones de La Pampa y de la Patagonia, entre ellos el Territorio Nacional del Río Negro, estableciéndose por primera vez Río Negro como una jurisdicción territorial separada.
Por decreto del 6 de mayo de 1885 se dividió el Territorio del Río Negro en siete departamentos, denominados I, II, III, IV, V, VI y VII. Estos departamentos recibieron nuevos nombres por el decreto del 19 de mayo de 1904.
Por decreto del 20 de octubre de 1915, los departamentos fueron elevados a trece.
Un decreto del presidente Victorino de la Plaza del 29 de abril de 1916, dispuso:

Artículo 1.º-Los departamentos de General Roca y El Cuy, del Territorio Nacional del Río Negro, pasarán a depender del Neuquén, a cuyo territorio serán anexados en su forma actual y con los límites conferidos por el decreto de octubre 20 de 1915 (División departamental de los territorios nacionales), salvo las modificaciones que pueda introducir en esa disposición el Honorable Congreso, a quien se dará cuenta de la medida en su próximo período parlamentario.

Lo que se hizo efectivo poco después. Tras el desconocimiento de la medida por el juez letrado de Neuquén a quien le correspondía incorporar a su jurisdicción los dos departamentos y por el juez letrado de Viedma (quien quedaba desafectado), por no haber sido realizado por ley del Congreso Nacional, otro decreto durante la presidencia de Hipólito Yrigoyen, del 20 de mayo de 1918 dejó sin efecto la transferencia, lo que se cumplió el 8 de junio.
En 1934 se creó el parque nacional Nahuel Huapi.
El 12 de agosto de 1954, el Congreso Nacional aprobó la ley N.º 14.315 Orgánica de los Territorios Nacionales.

### Provincialización
El 15 de junio de 1955 el Congreso Nacional sancionó la ley N.º 14408 promulgada por el Poder Ejecutivo Nacional el día 28 por la cual se creó la Provincia de Río Negro y otras cuatro más. Por el decreto ley N.º 4347 del 26 de abril de 1957 se facultó a los comisionados federales a convocar al pueblo de las nuevas provincias para que elijan los convencionales que procederían a dictar sus constituciones, lo cual fue hecho el 28 de julio por el comisionado federal Carlos Santiago Ramos Mejía. La elección de constituyentes de la constitución provincial se hizo a la par con la elección de constituyentes para la reforma de la constitución nacional de 1957 el 28 de julio de 1957, con la prohibición de la participación peronista. La Convención inicio sus sesiones en Viedma el 31 de agosto de 1957 y finalizó el 10 de diciembre de ese año. Como rasgo singular, su presidente era una mujer –primer caso en la historia argentina– Nelly Frey de Neumeyer. Oriunda de Bariloche, pertenecía a la primera minoría (UCRP). Sobre un total de 58 162 sufragios (78.2 % de participación), la Unión Cívica Radical Intransigente obtuvo el 28 %, la Unión Cívica Radical del Pueblo 18,7 %, los Demócratas Cristianos el 12 %, el Partido Socialista el 9,8 %, el Demócrata Progresista el 6,8 % y el Demócrata de Río Negro el 4,8 %. Los votos en blanco, alcanzaron el 19,5 % de los votos. De esta manera la UCRI obtuvo nueve convencionales, la UCRP seis bancas; el Partido Socialista tres bancas, el Partido Demócrata Progresista tres bancas y el Partido Demócrata de Río Negro una banca.
El 10 de diciembre de 1957 fue promulgada la Constitución provincial. El artículo 4 de la Constitución asignó a Viedma el carácter de residencia provisoria de las autoridades, indicando que la capital definitiva de la provincia debía ser establecida por una ley para la que se fijaba un plazo de cinco años. La ley recién fue sancionada el 20 de octubre de 1973, confirmando a Viedma como capital en detrimento de las aspiraciones de General Roca.
Mediante el decreto N.º 1157 del 11 de diciembre de 1957, Ramos Mejía convocó al pueblo de Río Negro para la elección de gobernador de la provincia, veinticuatro legisladores para la nueva Legislatura y concejales para los municipios de General Roca, San Carlos de Bariloche, Cipolletti, Allen, Villa Regina, Viedma, Cinco Saltos, Río Colorado, San Antonio Oeste, El Bolsón, Ingeniero Jacobacci y Choele Choel. Las autoridades electas asumieron el 1 de mayo de 1958.
El 3 de junio de 1988 fue sancionada y promulgada una nueva constitución provincial.

## Población
Según Censo nacional 2010 la población era de 638 645 habitantes.
- Censo 1991: 506 772 habitantes (Indec, 1991) (población urbana:  405 010 habitantes (Indec, 1991), (población rural: 101 762 habitantes (Indec, 1991).
- Censo 2001: 573 394 habitantes (Indec, 2001) (población urbana: 466 253 habitantes (Indec, 2001), (población rural: 86 424 habitantes (Indec, 2001). Este último índice ubica a la provincia como la más poblada de Patagonia.
- Censo 2010: 638 645 habitantes (Indec, 2010) (población urbana: 555,970 habitantes (Indec, 2010), (población rural: 82 675 habitantes (Indec, 2010).
- Censo 2022: 747 697 habitantes (Indec, 2022) y 307 730 viviendas.[35]

| Gráfica de evolución demográfica de Río Negro entre 1914 y 2022 |
|                                                                 |

### Municipios más poblados
La siguiente tabla muestra los 10 municipios más poblados de la provincia según el censo 2022.
| #  | Municipio               | Departamento  | Población (2022) |
| -- | ----------------------- | ------------- | ---------------- |
| 1  | San Carlos de Bariloche | Bariloche     | 135 755          |
| 2  | General Roca            | General Roca  | 108 680          |
| 3  | Cipolletti              | General Roca  | 105 482          |
| 4  | Viedma                  | Adolfo Alsina | 59 993           |
| 5  | Villa Regina            | General Roca  | 33 034           |
| 6  | Allen                   | General Roca  | 31 864           |
| 7  | Cinco Saltos            | General Roca  | 27 566           |
| 8  | San Antonio Oeste       | San Antonio   | 26 510           |
| 9  | El Bolsón               | Bariloche     | 24 276           |
| 10 | Catriel                 | General Roca  | 24 202           |

## Política
Desde la recuperación de la democracia en 1983, la provincia de Río Negro se caracterizó por una continuidad en la administración pública, con gobiernos mayoritariamente liderados por la Unión Cívica Radical (UCR). Durante más de 28 años, esta orientación política coincidió con un modelo de gestión enfocado en la consolidación institucional y en el desarrollo de políticas públicas orientadas al fortalecimiento de la democracia y a la modernización del aparato estatal local. 
El cambio en el panorama político se evidenció en 2011, cuando, tras el largo período radical, el 10 de diciembre asumió la gobernación el abogado Carlos Soria, integrante de Frente Grande y adscrito al Frente para la Victoria. A raíz del trágico suceso ocurrido en la madrugada del 1 de enero de 2012, en el que Soria fue asesinado, el vicegobernador Alberto Weretilneck asumió interinamente la jefatura del Ejecutivo hasta el término del mandato, conforme a lo establecido en la Constitución.
En 2015 se realizaron nuevas elecciones en las que Alberto Weretilneck fue reelecto, durante su gestión se implementaron diversos proyectos de infraestructura, entre ellos el denominado Plan Castello, que se enmarca en el conjunto de políticas públicas orientadas al desarrollo regional. Posteriormente, en 2019, se eligió a la primera gobernadora procedente de Bariloche, la señora Arabela Carreras, quien había ocupado el cargo de ministra de turismo en el período anterior. En 2023, Alberto Weretilneck fue elegido nuevamente para el periodo 2023-2027.
Gobernadores de la Provincia de Río Negro
| Período     | Gobernador                         | Partido                                                           |
| ----------- | ---------------------------------- | ----------------------------------------------------------------- |
| 1983 - 1987 | Osvaldo Álvarez Guerrero           | Unión Cívica Radical - UCR                                        |
| 1987 - 1991 | Horacio Massaccesi                 | Unión Cívica Radical - UCR                                        |
| 1991 - 1995 | Horacio Massaccesi                 | Unión Cívica Radical - UCR                                        |
| 1995 - 1999 | Pablo Verani                       | Alianza por la Patagonia (UCR-PPR-MID-PDC)                        |
| 1999 - 2003 | Pablo Verani                       | Alianza para el Trabajo, la Justicia y la Educación (UCR-FrePaSo) |
| 2003 - 2007 | Miguel Saiz                        | Concertación para el Desarrollo (UCR-MID)                         |
| 2007 - 2011 | Miguel Saiz                        | Concertación para el Desarrollo (UCR-MID)                         |
| 2011 - 2015 | Carlos Soria / Alberto Weretilneck | Frente para la Victoria - FpV                                     |
| 2015 - 2019 | Alberto Weretilneck                | Juntos Somos Río Negro                                            |
| 2019 - 2023 | Arabela Carreras                   | Juntos Somos Río Negro                                            |

## División administrativa

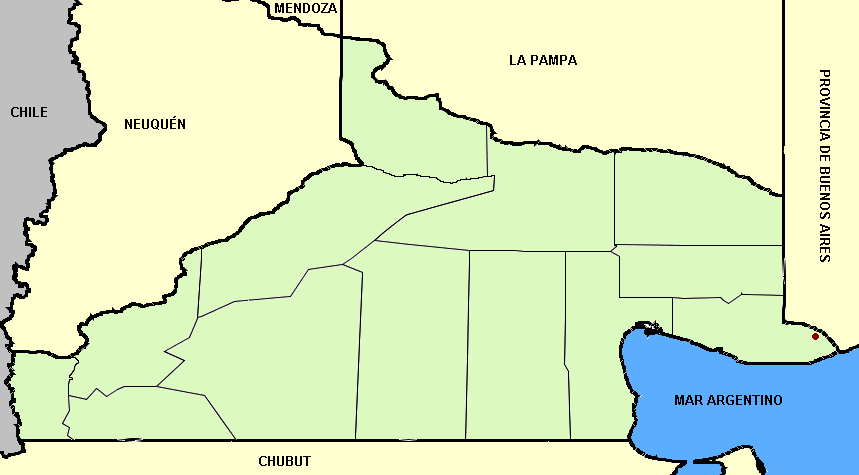
División departamental de la Provincia de Río Negro y su capital.

Territorialmente Río Negro se encuentra dividida en trece departamentos, y estos en distritos. Para una lista completa de los departamentos véase Anexo: Departamentos de la Provincia de Río Negro.
- Adolfo Alsina (Viedma)
- Avellaneda (Choele Choel)
- Bariloche (San Carlos de Bariloche)
- Conesa (General Conesa)
- El Cuy (El Cuy)
- General Roca (General Roca)
- Nueve de Julio (Sierra Colorada)
- Ñorquincó (Ñorquincó)
- Pichi Mahuida (Río Colorado)
- Pilcaniyeu (Pilcaniyeu)
- San Antonio (San Antonio Oeste)
- Valcheta (Valcheta)
- Veinticinco de Mayo (Maquinchao)

Los departamentos incluyen a su vez áreas de gobierno local, denominadas municipios o comisiones de fomento, según el caso. Estas utilizan el sistema de ejidos no colindantes, por lo que existen territorios no organizados en los espacios entre ellos. Para una lista completa de los mismos véase Anexo: Municipios y comisiones de fomento de Río Negro. Para información sobre la organización municipal de la provincia, véase Organización municipal de Río Negro.

## Región Patagónica

Obsérvese que además de las provincias aludidas, también comprende territorios en disputa como parte del Campo de Hielo Patagónico Sur, la Antártida Argentina, Malvinas y las Islas Georgias del Sur.

La Región Patagónica fue creada por el tratado firmado en la ciudad de Santa Rosa el 26 de junio de 1996, sus fines son expresados en el artículo 2 del tratado:
"La región tendrá como objetivo general proveer al desarrollo humano y al progreso económico y social, fortaleciendo las autonomías provinciales en la determinación de las políticas nacionales, en la disponibilidad de sus recursos y el acrecentamiento de su potencial productivo, conservando la existencia de beneficios diferenciales que sostengan el equilibrio regional".
Las provincias que la integran son:
"Provincia de La Pampa, Neuquén, Río Negro, Chubut, Santa Cruz y Tierra del Fuego, Antártida e Islas del Atlántico Sur, abarcando el subsuelo, el Mar Argentino adyacente y el espacio aéreo correspondiente".
Los órganos de gobierno de la Región son la Asamblea de Gobernadores y el Parlamento Patagónico, como Órgano Ejecutivo la Comisión Administrativa y como Órgano de Asesoramiento y Consulta el Foro de Superiores Tribunales de Justicia de la Patagonia.
Véase también: Región Patagónica (Argentina)

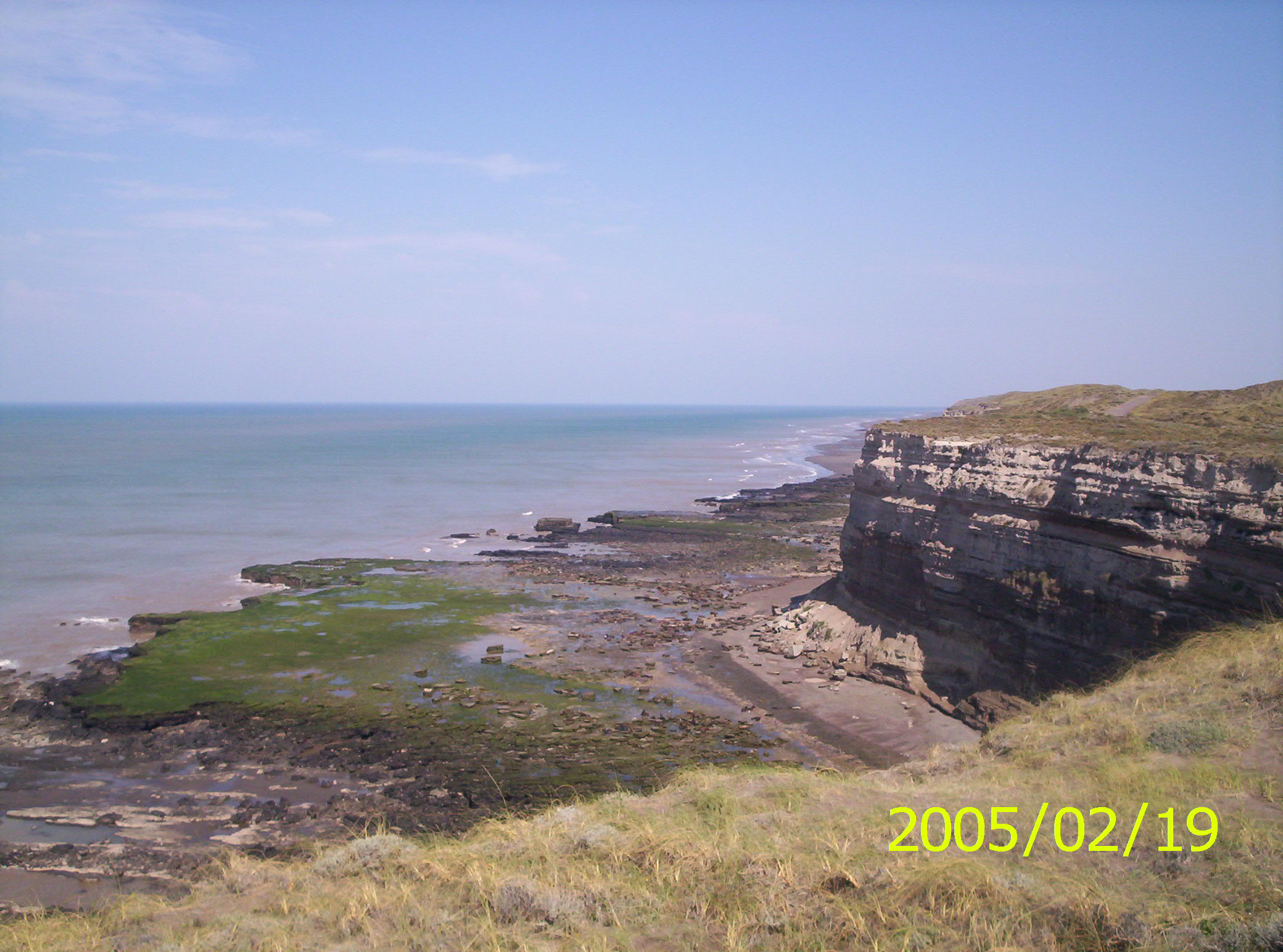
Camino de la Costa. Mar Atlántico

## Transporte
La provincia se encuentra comunicada por diversos medios:
Puertos: Entre los más importantes se encuentran: San Antonio Este, San Antonio Oeste y recientemente Viedma. 
Rutas Nacionales: Las principales rutas que recorren la provincia hacia lo largo son la Ruta Nacional 3 y la Ruta Nacional 40 completamente asfaltadas. 
Rutas Provinciales: Las principales rutas son: Ruta Provincial 1, Ruta Provincial 5, Ruta Provincial 83 (Río Negro) entre otras.
Ferrocarril: la provincial contó con ferrocarriles conectados a la red nacional ferroviaria: La Trochita (trocha 0.75, 407 km, ferrocarril en funcionamiento parcial turístico), Línea Económica al Valle del Río Negro (cerrado en 1961), el ferrocarril Bahía Blanca  - Zapala (desde 1993 no presta servicios de pasajeros de larga distancia y solo atienda cargas con la empresa Ferrosur Roca) y el Tren Patagónico (atiende el tramo Viedma - Bariloche y sin conexión nacional).

## Economía
Los principales complejos productivos que dinamizan la economía de la provincia y explican el Producto Bruto provincial son los vinculados a la fruticultura, el turismo, la explotación de hidrocarburos, la minería, la pesca y la ganadería, siendo muy marcada la especialización de estas actividades por región.
Fruticultura: concentrada en las zonas de valles. Predominan los cultivos de frutales (manzanas y peras). También poseen cultivos de hortalizas (tomate y cebolla), y frutas finas (frambuesa, guinda y frutilla).
Ganadería: Desarrolla la ganadería en forma intensiva, enviando terneros para invernada en regiones la Provincia de Buenos Aires y en la Provincia de La Pampa. La cabaña ovina constituye el 13 % del total nacional y se extiende por toda la zona central y sur de la provincia.
Industria: Producción de sidra y jugos en el Alto valle (desde Cipolletti hasta Villa Regina), además de lanas finas, pesca con captura de merluza, calamar y  langostinos.
Minería: Explotación de hierro en Sierra Grande; bentonita y piedra laja en la Ingeniero Jacobacci y Los Menucos; sal en San Antonio; petróleo y gas en Catriel y el norte provincial. 

### Parques industriales

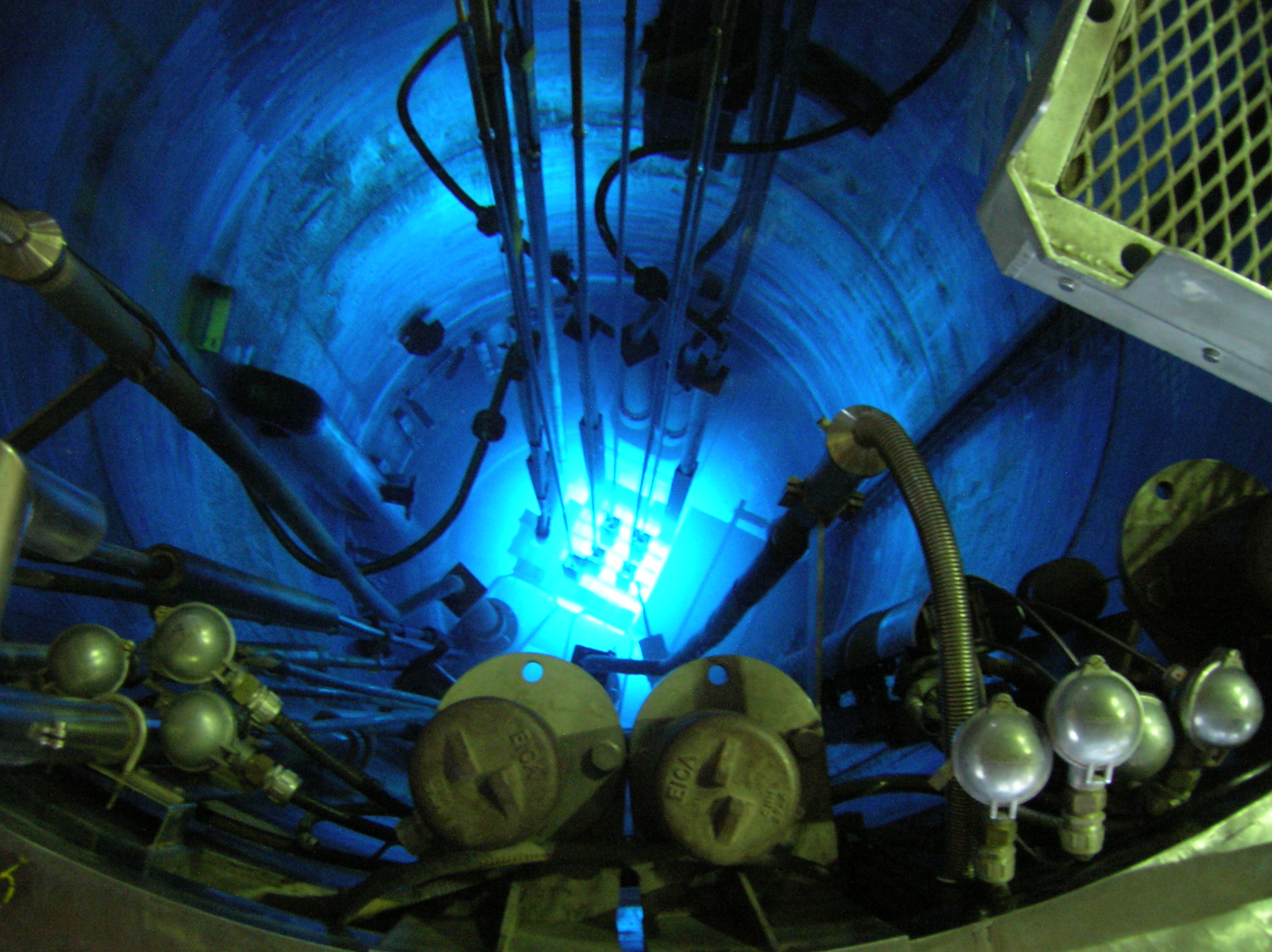
Núcleo del reactor RA-6 en el Centro Atómico Bariloche.

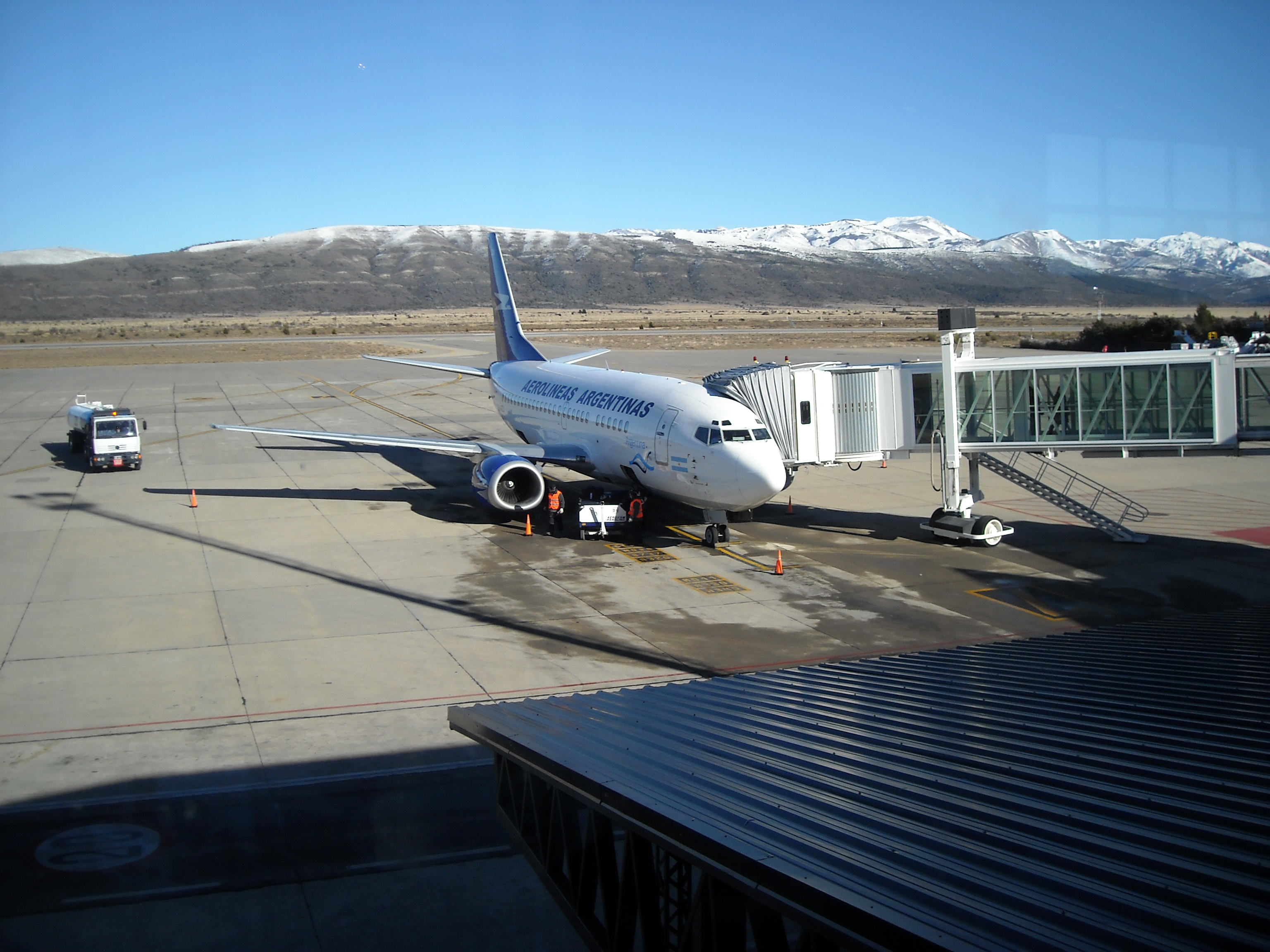
Aeropuerto de Bariloche.

- P.I.A.S.A.: próximo a la localidad de Allen (1,5 km del casco urbano) en el Departamento General Roca en el noroeste de la Provincia
  - a 500 m de la Ruta Nacional 22
  - a 485 km del puerto de San Antonio Este
  - 24 km del Aeropuerto de General Roca. La red ferroviaria Ferrosur Roca está a 1,5 km del parque.
- Parque Industrial Catriel: en proximidades de la localidad de Catriel (a menos de 1 km del casco urbano) en el Departamento General Roca, a 500 m de la Ruta Nacional 151
  - a 630 km del puerto de San Antonio Este
  - a 70 km del Aeropuerto de General Roca
  - a 110 km del FF.CC Ferrosur Roca
- Parque Industrial Cipolletti: el parque está a 3,5 km al noreste del centro de la ciudad de Cipolletti
  - a 4 km de la Ruta Nacional 22
  - a 500 km del puerto de San Antonio Este
  - a 15 km del Aeropuerto de General Roca
  - a 2 km del FF.CC. Ferrosur Roca
- Parque Industrial General Roca: al noreste de General Roca, a 4 km del centro urbano
  - a 300 m de la Ruta Nacional 22
  - a 460 km del puerto de San Antonio Este
  - a 2 km del Aeropuerto de General Roca
  - a 2 km del FF.CC. Ferrosur Roca
- Parque Industrial Villa Regina: junto a la Ruta Nacional 22, en la ciudad de Villa Regina (2 km del casco urbano) en el Departamento General Roca
  - a 50 km del aeropuerto de General Roca
  - a 420 km del Puerto de San Antonio Este
  - 1 km del FF.CC. Ferrosur Roca
- Parque Industrial Viedma: al sudeste de la ciudad de Viedma en el, Departamento Adolfo Alsina (a 2 km del centro urbano)
  - sobre la Ruta Provincial 1
  - A 187 km del Puerto de San Antonio Este
  - a 4 km del Aeropuerto de Viedma
  - a 2 km de la Estación cabecera Viedma del FF.CC. Tren Patagónico

### Turismo

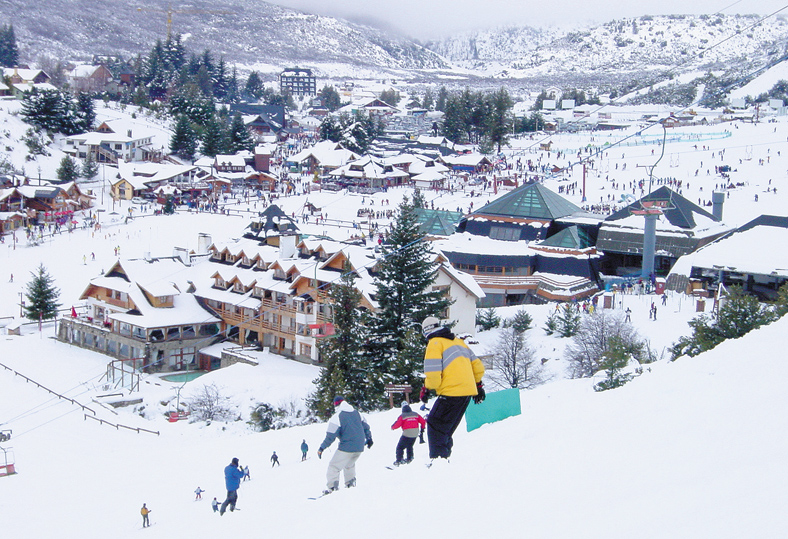
Cerro Catedral, el centro de esquí más desarrollado de América Latina.

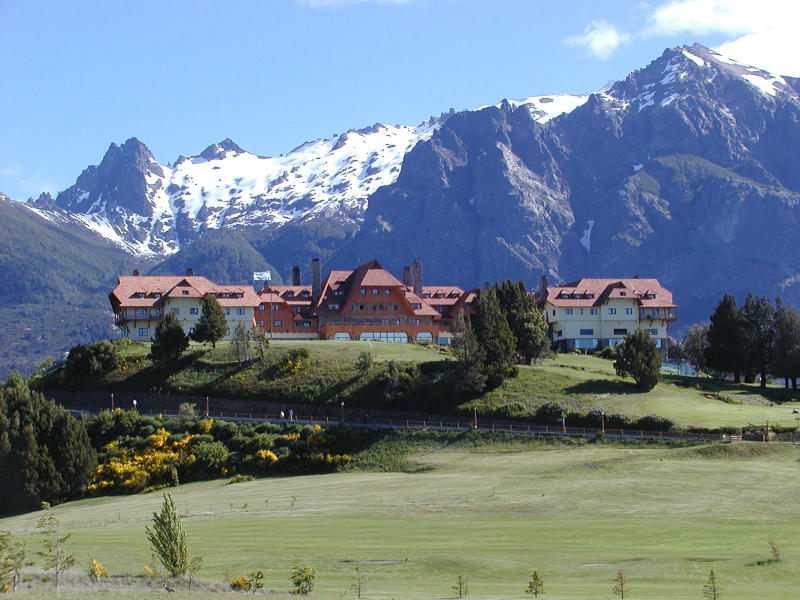
Hotel Llao Llao.

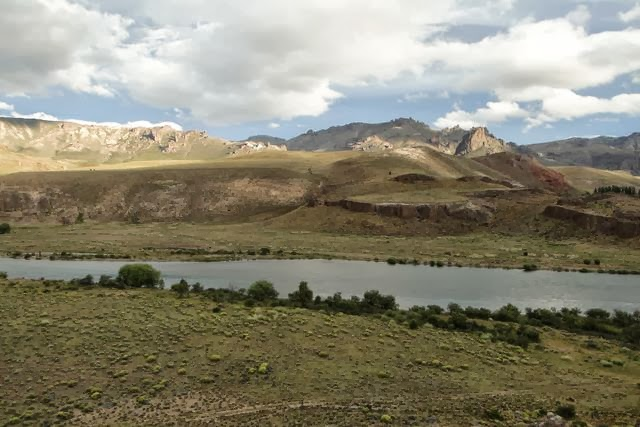
Río Limay.

En las últimas décadas, el turismo se convirtió en una gran fuente de ingresos en la provincia, especialmente para las zonas andina y costera. Las principales ciudades turísticas son Las Grutas en la costa, y San Carlos de Bariloche en la Cordillera.
Las zonas turísticas más desarrolladas de la provincia son:
- La zona cordillerana, donde destaca la localidad de Bariloche, de hermosos paisajes y amplia infraestructura turística, lindera con el parque nacional Nahuel Huapi (el primero de la Argentina). Hacia el sur se encuentra la localidad de El Bolsón famosa por sus verdes bosques y montañas y su clima benigno. Además de los visitantes nacionales, esta región atrae numerosos turistas extranjeros, principalmente provenientes de Chile y Brasil, así como de Europa, Asia y los Estados Unidos.

- La costa atlántica, donde abundan las playas de bellas arenas con una oferta compleja y un factor adicional, el contar algunas de las aguas más cálidas del país, debido al calentamiento del agua sobre la extensa restinga, llegando a los 25 °C. Esta zona no cuenta con tantos turistas extranjeros como la zona cordillerana, pero es un destino turístico muy importante a nivel nacional atrayendo a miles de turistas de todo el país todos los años, principalmente del resto de la Patagonia, que aprovechan el hecho de ser el único lugar de la región donde las aguas son aptas para bañarse. Destacan las ciudades de Las Grutas, Playas Doradas, Costa Dorada, El Cóndor, La Lobería, y San Antonio Este.

#### Principales sitios y ciudades turísticas en Río Negro

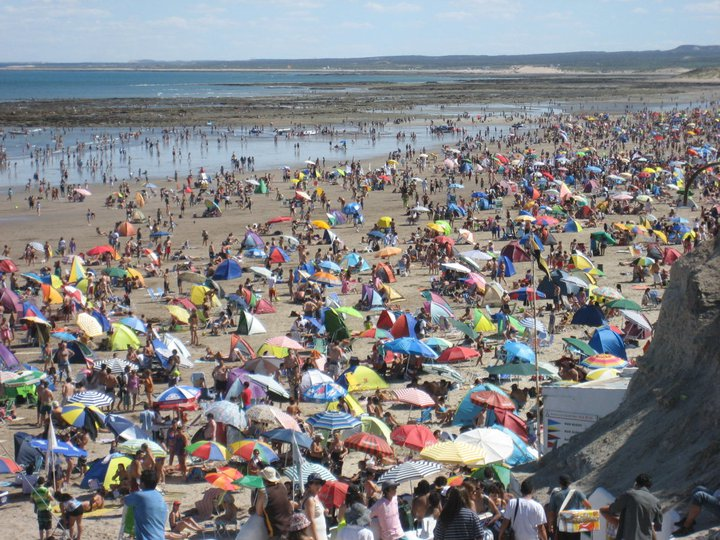
Las Grutas.

- San Carlos de Bariloche
- Parque nacional Nahuel Huapi
- El Bolsón
- Playas Doradas
- El Manso
- El Foyel
- Villa Mascardi

- Cerro Catedral
- Cerro Tronador
- Dina Huapi
- Meseta de Somuncura
- Valle del Río Negro
- Viedma

#### Balnearios

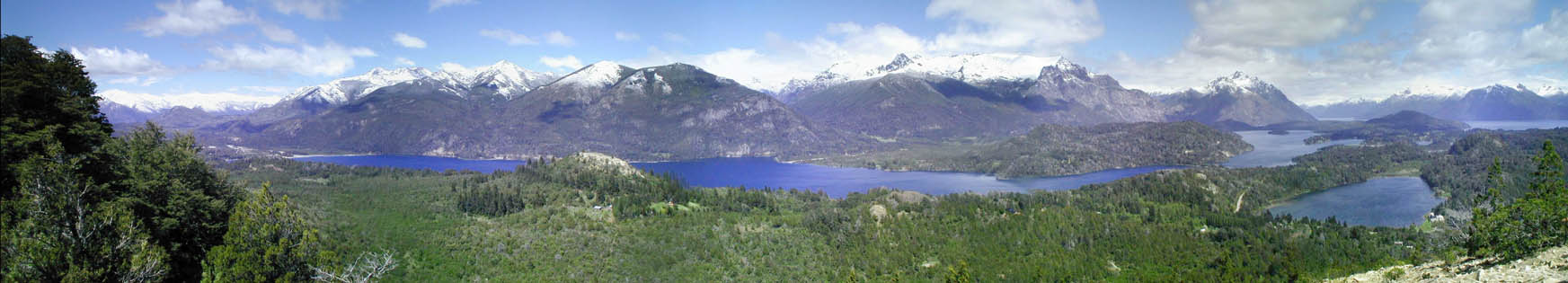
Cerros Catedral, López y Capilla, y los lagos Moreno y Nahuel Huapi, vistos desde el cerro Campanario, en Bariloche. Ejemplo de paisaje montañoso.

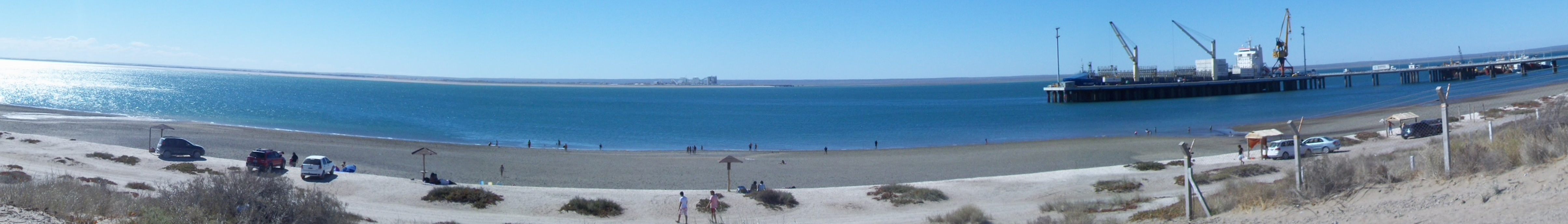
Aguas de la bahía San Antonio desde las playas de San Antonio Este.

- Playas Doradas
- Urbanización Costa Dorada
- Balneario El Cóndor
- La Lobería
- Las Grutas
- San Antonio Este

#### Museos provinciales
Museo Provincial Eugenio Tello en la ciudad de Viedma.
Museo Provincial Carlos Ameghino (MPCA) en la ciudad de Cipolletti.
Museo Patagónico de Ciencias Naturales Juan Carlos Salgado (MPCN) en la ciudad de General Roca. 
Museo Provincial María Inés Koop en la ciudad de Valcheta
|                 |
| Frente del MPCN |

|                                |
| Sala de Paleontología del MPCN |

|                 |
| Frente del MPCA |

|                                                          |
| Cráneo de Abelisaurus comahuensis en la muestra del MPCA |

## Medios de comunicación
En la provincia, existe una nutrida oferta en materia de medios de comunicación.
Distribuidos en las distintas ciudades y localidades, las empresas y organizaciones mediáticas llevan adelante su actividad desde diferentes soportes. Es así, que se cuentan en 2011 más de cincuenta medios de comunicación privados y estatales en el territorio rionegrino.
En función de las herramientas y los propio soportes, los medios pueden ser clasificados como: radiales, gráficos, audiovisuales, y digitales.

### Radios
Aunque no existen cifras oficiales, se calcula que en Río Negro emiten contenidos unas 300 radios con frecuencias estatales o privadas, en formato de FM y también de AM. Algunas de las pioneras en el ejercicio mediático son LU 15 Radio Viedma, LU 18 Radio el Valle de General Roca, LU 16 Villa Regina, Radio Nacional Viedma, LU 19 de Cipolletti y la AM 1470 de Luis Beltrán. Como en otros sitios del país, las primeras empresas fueron radios AM. Pero luego, década tras década, siguieron sumándose otras, mayormente radios de frecuencia modulada que hoy son mayoría en toda la provincia. Entre ellas, se cuentan La Super Radio FM 96.3 de General Roca, FM Líder de Allen, FM Alas de Catriel, Radio Patagonia, FM Génesis, Fm Kaos 98.7 de General Roca, Estación Zero retransmitiendo los 40 Principales Argentina 88.5 de General Roca, FM Urbana de Lamarque, FM Visión, FM del Colorado en Río Colorado, FM Ceferino en Chimpay, FM Equis en Luis Beltrán, FM Frecuencia VyP, La Puntual, Noticias, Encuentro, Del Sur y Nativa de Viedma, entre muchas otras. Sin ser la mayoría, existen numerosos casos en que las radios tradicionales también tienen sitios web desde donde se transmite el audio en vivo y en directo. La tendencia muestra que, en 2011, la estrategia de estar en la web se expande.
Asimismo, en muchas regiones del territorio se da una situación particular con la inserción de radios de provincias vecinas. Los casos más notorios se dan en la zona de Viedma, donde son muy escuchadas las radios de la ciudad bonaerense de Carmen de Patagones, y en Cipolletti donde ocurre lo mismo con los medios neuquinos. En menor medida en la zona Andina y Sur con radios de Chubut.

### Diarios
El diario editado en papel más antiguo y de mayor circulación actual es el diario Río Negro. La sede central de la empresa, creada por la Familia Rajneri en 1912, está ubicada en General Roca, pero es acompañada por una red de agencias dispuestas en toda la provincia y otros puntos del país.
En el Alto Valle, hay otras publicaciones como el periódico La Comuna, de General Roca, recientemente adquirido por los propietarios del Río Negro. También aparece con mucha inserción el diario La Mañana de Cipolletti y La Comuna de Villa Regina. En la zona del Valle Medio existe el diario Noticias del Valle Medio, instalado en Chimpay. 
En Viedma, en 1996 se fundó el diario Noticias de la Costa, con cobertura y llegada a la región, y unos años más tarde el diario Al Día, que comenzó siendo un diario de bolsillo y actualmente tiene formato tabloide. 
En la zona Andina los diarios barilochenses El Cordillerano, El Andino y El Ciudadano (los dos últimos de distribución gratuita), junto a Ruta 40 de El Bolsón, informan los hechos de esta región de la provincia. Existen otras publicaciones en la zona Sur.

### Sitios de noticias digitales
En Río Negro hay una treintena de diarios en versión digital, muchos de los cuales corresponden a versiones impresas. Sin embargo los que mayor caudal de visitas reciben son medios nativos en versiones en línea. Entre los digitales más conocidos se puede mencionar a la Agencia Digital de Noticias (ADN), que se convirtió en la primera en su tipo radicada en Río Negro. También figuran otras de Viedma como la Agencia Periodística Patagónica (APP), el Diario La Palabra, Actualidad RN (ARN), el Correo de la Comarca, Infomapuchito y Nexosur (del mismo grupo empresarial) y RN24; del Alto Valle los portales La Super Digital, Agencia de Noticias Roca (ANRoca), Roca Digital, 22 Noticias, Comunicación Chimpay y Catriel On-Line de Río Colorado el diario Río Colorado Informa; de Bariloche la Agencia de Noticias Bariloche (ANB), El Cordillerano, Bariloche 2000 y Diario Digital de Barioloche (DDB); de la zona Atlántica se pueden mencionar Noticias NET, Informativo Hoy y AN1; de El Bolsón y la Comarca Andina Diario Ruta 40 Sur Archivado el 4 de febrero de 2014 en Wayback Machine., entre muchos otros.

### La televisión en Río Negro
Canal 10 de Río Negro, ubicado en General Roca, es un medio estatal que tiene una grilla de programación conformada por variadas propuestas audiovisuales. Además, difunde material del Canal Encuentro, un canal estatal nacional. Canal 10 inició sus actividades en 1985. Su señal cubre toda la provincia de Río Negro, con alcance a una zona de la provincia de Neuquén.
En Viedma, transmiten dos canales de televisión: TVP -Televisión Viedma Patagones- fue reactivado en 2010 y actualmente solo funciona como canal de series y películas. Es un canal abierto, cuyo propietario es un empresario viedmense.
Canal 3, en cambio, es el canal que la empresa de televisión por cable dispone para el uso local. Desde 2010 el canal es explotado por una empresa chubutense, que produce algunos contenidos locales, y luego retransmite programación de la televisión por cable.